# Rawandiz
Rawandiz o Rawanduz (en kurd ڕەواندز o Rewandiz, també transcrit Ruwandiz) és una ciutat del Kurdistan al subdistricte de Soran, governació d'Erbil, al Kurdistan Iraquià. Està situada prop de la frontera iraniana. El 2003 tenia 95.089 habitants amb gran increment, ja que el 1940 només eren uns 7.000. Està habitada per kurds, assiris, xabaks i alguns àrabs i turcmans. El nom deriva de Rawend diz que vol dir ‘castell del Rawend' (Rawend és el nom kurd del riu Orontes, però no sembla que es refereixi a aquest riu).

## Història
La població ja és esmentada al segle X i fins al segle VII aC. Era un centre comercial en la ruta a Nínive.
Després de pertànyer a l'imperi aquemènida, macedoni, selèucida, part i sassànida, fou en època cristiana un gran centre nestorià mercès a la influència del metropolità d'Irbil. Tota la zona va tenir nombrosos convents. Un mahall anomenat Baradost va tenir població cristiana fins a la I Guerra Mundial. En època musulmana va dependre sovint de Shahrizur. Forma part dels dominis de la dinastia dels ahmadilites. Modernament fou part del waliat kurd d'Ardalan; la nissaga dels ardalani va governar a Rawandiz fins al 1834/1835. El 1818 un emir kurd de la nissaga dels ardalani, Muhammad Khor, el Ceg (que era mig cec), va aconseguir imposar-se a les tribus locals de Rawandiz i va ocupar el poder a l'emirat de Soran. Va estendre el seu poder fins al Petit Zab i Irbil i el 1833 fins a Amadiyya i Zakho; a les monedes se l'esmenta com al-Amir al-Mansur Muhammad Bik; va ser assassinat pels otomans el 1836 i posteriorment Rawandiz ja fou una petita vila de província de poca importància. A la I Guerra Mundial les tropes de Khalil Bey van utilitzar la ruta de Rawandiz (hivern de 1914 a 1915) per marxar sobre Urmia el juliol de 1916 la van utilitzar els russos manats pel coronel Rybaltxenko. Russos i assiris van dominar la ciutat i haurien massacrat als musulmans especialment kurds. Entre l'armistici de Mudros del 30 d'octubre de 1918 i el 1925 quan la Societat de Nacions va decidir el futur del wilayat de Mossul, Rawandiz va ser un dels punts on el xeic Mahmud Barzanji va intentar fer-se independent i es va proclamar sobirà (padishah) a Sulaymaniyya el 1922. El mateix 1922 tropes turques nacionalistes van ocupar la ciutat i en fou nomenat caimacan Ali Shafik però en foren expulsats a finals d'any. Els britànics van ocupar la ciutat el 22 d'abril de 1923 i van decidir restar allí fins que una comissió hagués fixat la frontera entre Turquia i l'Iraq, ja que temien que si abandonaven Rawandiz el turcs tornarien. En fou nomenat caimacan Sayyid Taha de Neri. Entre 1928 i 1932 els britànics van construir una carretera entre Irbil i la frontera iraniana, passant per Rawandiz; la direcció de l'obra fou cosa de l'enginyer neozelandès A. M. Hamilton. Des dels anys cinquanta fou un dels centres de resistència kurda al govern central iraquià. Destruïda per Saddam Hussein i pels bombardejos americans, fou reconstruïda a partir del juliol del 2007. S'hi va obrir un resort turístic anomenat Pank Turist Resort.